# Larix griffithii
Larix griffithii is een soort lariks die in het oosten van de Himalaya groeit, in het oosten van Nepal, Sikkim, Bhutan en het zuiden van Tibet. Net als andere larikssoorten is Larix griffithii een bladverliezende naaldboom. De soort groeit in de gematigde zone van het hooggebergte, tussen 3100 en 4100 m hoogte.

## Kenmerken
Larix griffithii is een middelgrote boomsoort, die hoogtes van 20 tot 25 m kan bereiken, terwijl de stam een doorsnede van 80 cm kan hebben. De kroon heeft de vorm van een slanke kegel. De takken groeien vanaf de stam horizontaal of enigszins omhoog ombuigend, met afhangende zijtakken. Er komen aan de takken twee soorten scheuten voor: tussen 10-50 cm lange scheuten waarin verschillende knoppen zitten en één tot twee mm lange scheuten waarin zich een enkele knop bevindt. De naalden zijn lichtblauw-grijs en worden 2 tot 4 cm lang. In de herfst verkleuren ze van felgeel tot oranje, alvorens ze afvallen.
De kegels zijn recht en ei- tot kegelvormig. Ze worden 4 tot 7,5 cm lang en bevatten elk 50 tot 100 zaden. Elk zaadje groeit vergezeld van een onderliggend schutblad. De kegels zijn in onrijpe staat donkerpaars van kleur en worden bij het rijpen donkerbruin. Ongeveer 5 tot 7 maanden na de bestuiving openen de kegels om de zaden te verspreiden. Ook nadat de zaden losgelaten zijn blijven de kegels vaak nog jaren aan de boom vastzitten, om dan een vaalgrijze kleur te krijgen.

## Taxonomie
Het verspreidingsgebied van Larix griffithii grenst in het westen aan dat van de verwante soort Larix himalaica. Soms wordt een soort Larix kongboensis onderscheiden in het oostelijke deel van het verspreidingsgebied, in het oosten van Bhutan en Tibet. Deze onderscheidt zich van Larix griffithii door kleinere kegels (3 tot 5 cm lang).
... · 
L. decidua (Europese lork) · 
L. gmelinii (Aziatische lariks) · 
L. griffithii · 
L. kaempferi (Japanse lariks) · 
L. olgensis · 
L. sibirica (Siberische lariks) · 
...